# جوناثان سبكتور
جوناثان سبكتور (بالإنجليزية: Jonathan Spector)‏، من مواليد 1 مارس 1986 في إلينوس في الولايات المتحدة الأمريكية، لاعب كرة قدم أمريكي.
بدأ مسيرته الكروية مع نادي مانشستر يونايتد الإنجليزي في عام 2004، ولعب معهم حتى عام 2006، وشارك معهم في 3 مباريات، وفي موسم 2005/2006 أعير إلى نادي تشارلتون أثلتك الإنجليزي، ولعب معهم 20 مباراة، ومنذ عام 2006 وهو يلعب مع نادي وست هام يونايتد الإنجليزي.
و قد بدأ باللعب مع منتخب الولايات المتحدة لكرة القدم في عام 2004.

## روابط خارجية
- جوناثان سبكتور على موقع الاتحاد الدولي (مؤرشف)  (الإنجليزية)
- جوناثان سبكتور على موقع الدوري الأمريكي (الإنجليزية)
- جوناثان سبكتور على موقع قاعدة بيانات كرة القدم.إي يو (الإنجليزية)
- جوناثان سبكتور على موقع ناشيونال فوتبول تيمز (الإنجليزية)
- جوناثان سبكتور على موقع Soccerbase.com (لاعب) (الإنجليزية)
- جوناثان سبكتور على موقع Soccerway.com (الإنجليزية)
- جوناثان سبكتور على موقع عالم كرة القدم.نت (الإنجليزية)
- جوناثان سبكتور على موقع كووورة
- جوناثان سبكتور على موقع AS.com (الإسبانية)